# Jehan Ango

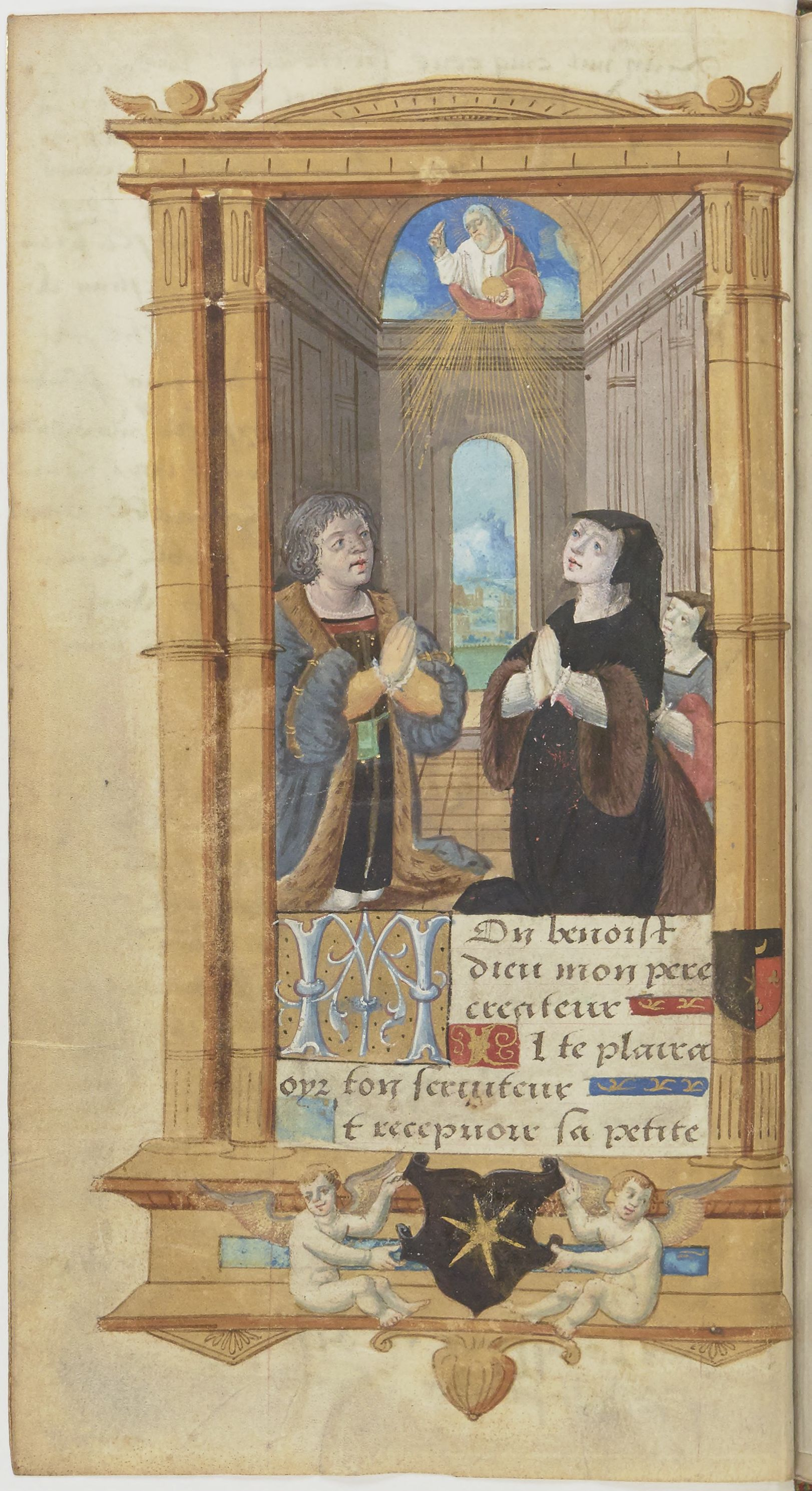
Jehan Ango met zijn vrouw en dochter, miniatuur uit de Heures Ango (getijdenboek)

Je(h)an Ango (circa 1480 - Dieppe, 1551) was een Franse reder.

## Biografie
Zijn vader, ook Jehan Ango genoemd, was een belangrijke reder in Dieppe, wiens familie afkomstig was uit Rouen. Vader Jehan Ango had La Pensée uitgestuurd naar Noord-Amerika in 1508. Dit was de eerste gedocumenteerde reis van een Frans schip naar de Nieuwe Wereld. De zoon bouwde de onderneming van zijn vader uit tot een kapitalistische onderneming van nationaal belang. Met zijn schepen brak hij het handelsmonopolie met de Nieuwe Wereld dat Spanje en Portugal waren overeengekomen in het Verdrag van Tordesillas. Met de steun van de Franse admiraliteit en van koning Frans I rustte Ango schepen uit die voeren naar Noord-Amerika, Brazilië, West-Afrika en zelfs naar de Soenda-eilanden. Hij rustte de reis van de Dauphine van Giovanni da Verrazzano naar Noord-Amerika (1524) uit. De reis van de broers Jean en Raoul Parmentier met hun schepen La Pensée en Sacre (1529-1530) naar Sumatra was echter onvoldoende winstgevend en de handel naar Zuidoost-Azië kreeg geen vervolg. Op het hoogtepunt van zijn  onderneming had hij ongeveer zeventig schepen ter beschikking.
In de handelsstrijd tegen de Spanjaarden en Portugezen deinsde Ango er niet voor terug kapers uit te sturen, zoals Jean Fleury. Dit leidde tot hevig protest vanuit Spanje en Portugal maar Ango wist zich gesteund door de Franse koning. Die benoemde hem in 1535 tot kapitein van Dieppe met als hoofdkwartier het kasteel van Dieppe.

### Luxueus leven
Ango huwde met de adellijke Anne Guilbert en het echtpaar kreeg een of twee dochters.
In 1525 liet hij in Dieppe een stadspaleis bouwen, La Pensée. Het luxueuze huis, een combinatie van Italiaanse renaissance-architectuur en de lokale, Normandische stijl, was ingericht met Italiaanse meubelen. En nadat het het kasteel van Dieppe ter beschikking kreeg, liet hij dit ook verbouwen. Hij liet als buitenverblijf de Manoir d'Ango in Varengeville-sur-Mer bouwen, ook met invloeden van de Italiaanse renaissance. Daar ontving hij in 1540 de koning en zijn maîtresse Diane de Poitiers.
Ango trad op als mecenas voor dichters en kunstenaars.

### Neergang
In 1544-1545 was Ango verantwoordelijk voor het uitrusten van het grootste deel van de Franse vloot in de oorlog tegen Engeland. De leningen die hij voor het uitrusten van 146 schepen aan de koning had verstrekt werden niet terugbetaald door de nieuwe koning Hendrik II en dit zorgde voor de ineenstorting van zijn handelsimperium. Bovendien werd hij in 1549 na beschuldigingen door rivalen een tijdlang gevangen gezet. Half geruïneerd overleed Ango in 1551 in het kasteel van Dieppe. Hij werd begraven in de kerk Saint-Jacques.

## Vernoeming
Het Franse baggerschip Jean Ango (2013) werd naar hem genoemd.